# 胡桃島
69°1′S 39°28′E / 69.017°S 39.467°E
胡桃島，是南極洲的島嶼，位於毛德皇后地的哈拉爾王子海岸，處於翁古卡文島和翁古爾島之間，根據挪威探險隊拍攝的空中照片繪入地圖，現時由南極條約體系管理。